# 4e cérémonie des Lumières
La 4e cérémonie des Lumières de la presse internationale s'est déroulée le 16 janvier 1999. Elle a été présidée par Jean Reno, présentée par Jean-Luc Delarue et a été diffusée sur France 2.

## Palmarès

### Meilleur film
- La Vie rêvée des anges d’Érick Zonca

### Meilleur film étranger
- La vie est belle (La vita è bella) de Roberto Benigni

### Meilleur réalisateur
- Érick Zonca pour La Vie rêvée des anges

### Meilleur scénario
- Le Dîner de cons de Francis Veber

### Meilleure actrice
- Élodie Bouchez pour le rôle d'Isabelle Tostin dans La Vie rêvée des anges

### Meilleur acteur
- Jacques Villeret pour le rôle de François Pignon dans Le Dîner de cons